# سیبرافیبان
سیبرافیبان (انگلیسی: Sibrafiban) یک مهارکننده تجمع پلاکتی است.  این برای پیشگیری ثانویه از ترومبوز شریانی به دنبال آنژین صدری ناپایدار و انفارکتوس حاد میوکارد (MI) ساخته شده است.